# Isaiah Oliver
Isaiah Oliver (Phoenix, Arizona, 30 de septiembre de 1996) es un jugador profesional estadounidense de fútbol americano que se desempeña en la posición de cornerback en San Francisco 49ers, equipo de la National Football League (NFL).

## Carrera
Fue seleccionado en la segunda ronda en la Reunión Anual de Selección de Jugadores de la NFL de 2018. Hizo su debut profesional con el equipo Atlanta Falcons, en el cual jugó cinco temporadas (2018-2023), luego pasó a San Francisco 49ers, donde lleva jugando una temporada.